# 가메다군

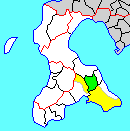
가메다 군의 위치

가메다군(일본어: 亀田郡)은 일본 홋카이도 오시마국의 군이다.
인구 27,136명, 면적 216.75km², 인구밀도 125명/km².(2025년 2월 28일, 주민기본대장인구)
이하 1정으로 구성된다.
- 나나에정(七飯町)

## 역사
에도 시대에 가메다 군역에는 마쓰마에번에 의해 장소가 열렸고 일본인의 거주지였다. 가메다 군역은 원래 마쓰마에 번령이었지만 에도 시대 후기에 가메다 군역을 포함한 오시마 국역이 천령이 되어 에도 막부의 직할령이 되었다.
1869년에 가메다 군이 두어졌고 홋카이도 오시마국에 포함되었다. 1882년 2월 8일, 폐사치현에 따라 하코다테 현의 소관이 되었다.
- 2004년 12월 1일 - 에산 정·도이 정·도도홋케 촌이 하코다테시에 편입되었다.
- 2006년 2월 1일 - 오노 정이 가미이소 군 가미이소 정과 합병해, 호쿠토시가 성립, 군에서 이탈하였다.